# Weimerskirch
Weimerskirch (Luxemburgs: Weimeschkierch) is een stadsdeel van Luxemburg in het noordoosten van Luxemburg. In 2001 telde het stadsdeel 1472 inwoners. Het is een van de oudere stadskernen van de hoofdstad.

## Geboren
- Hubert Berg (1825-1903), kunstschilder

Beggen · Belair · Bonnevoie-Nord-Verlorenkost · Bonnevoie-Sud · Cents · Cessange · Clausen · Dommeldange · Eich · Gare · Gasperich · Grund · Hamm · Hollerich · Kirchberg · Limpertsberg · Merl · Muhlenbach · Neudorf-Weimershof · Pfaffenthal · Pulvermühl · Rollingergrund-Belair Nord · Ville-Haute (Bovenstad, centrum) · Weimerskirch